# 富山県高岡総合プール
富山県高岡総合プール（とやまけんたかおかそうごうプール、TOYAMA PREFECTURAL SWIMMING POOL COMPLEX）は、富山県高岡市 八ケに所在する公立のプール及び運動施設である。管理者は公益財団法人富山県体育協会である。

## 概要
1993年（平成5年）に老朽化し閉鎖された県営高岡水泳場に代わり、1994年（平成6年）5月30日に竣工したプール施設で、屋外と屋内プールを持ち、富山県内で唯一の飛込競技用プールを持つ。2000年（平成12年）に行われた富山国体での競技会場の一つである。
2008年（平成20年）12月14日に当施設で行われた「第13回高岡市水泳スプリント選手権大会」の女子背泳ぎ50m（短水路）で、寺川綾が26秒73で当時の短水路日本新を記録している。

## 施設[3]

### プール
- 屋外50mプール（50m×25m）
  - 9コース（日本水泳連盟公認）
  - 水深: 1.80m〜2.00m（競泳・水球・シンクロ競技可能）
  - 夏季のみ利用可
- 屋外飛込プール（21m×20m）一般利用不可
  - 水深: 5.00m（日本水泳連盟公認）
- 屋内25m温水プール（25m×18m）
  - 8コース（日本水泳連盟公認）
  - 水深: 1.40m〜1.60m
- 更衣室、シャワー室

### その他
- トレーニング室
- 会議室 3室
- エントランス、役員室、指導員室

## 交通アクセス
- 高岡駅古城公園口（北口）バスターミナルより加越能バス
  - 富大高岡・二上団地経由城光寺線で富大高岡キャンパス前下車すぐ